# 百老街15號

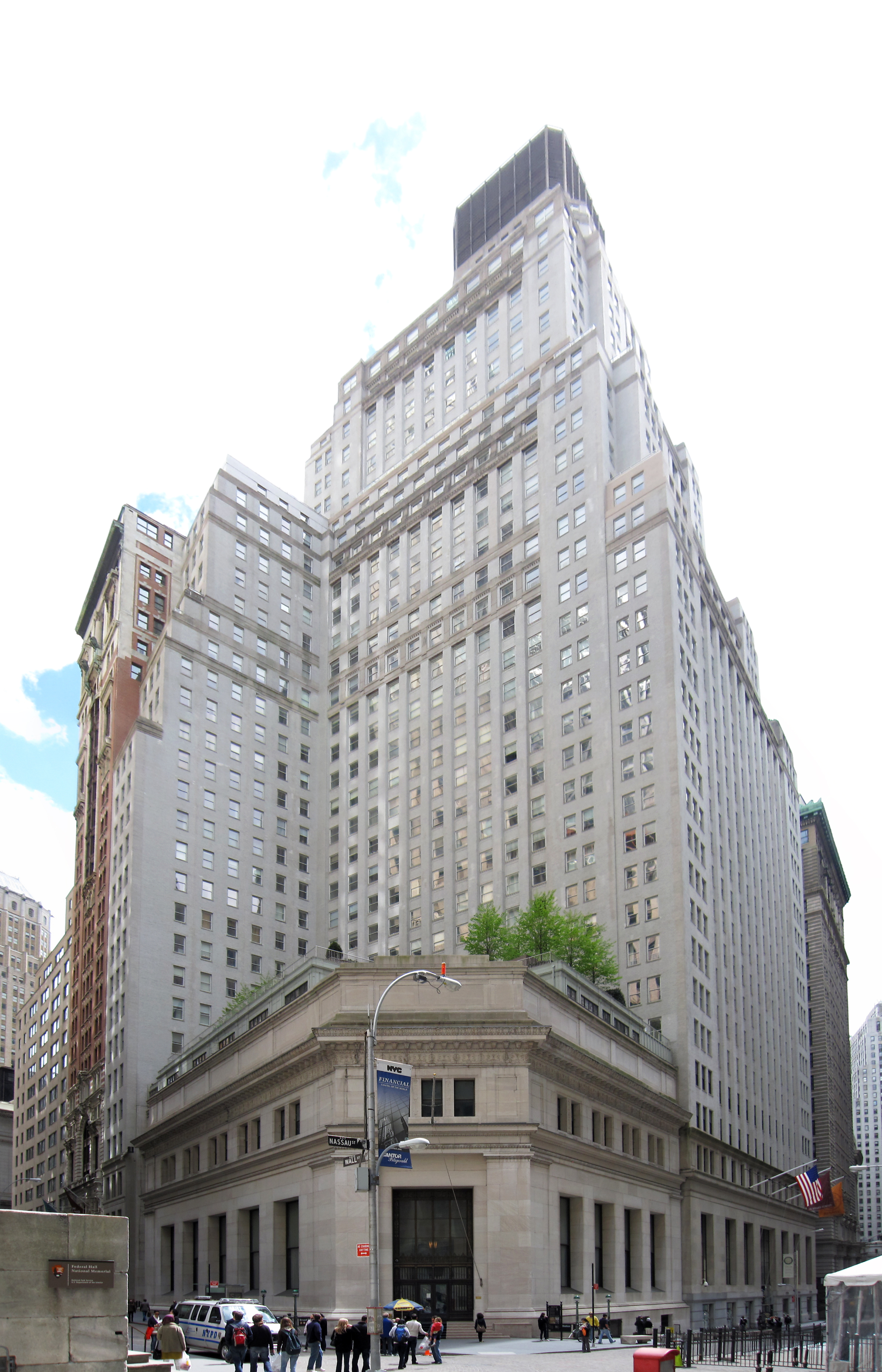

百老街15號（15 Broad Street）是位於美國紐約市的一座建築，位於曼哈頓金融區。這座建築竣工於1928年，在1931年成為世界前20大辦公樓之一。建築外觀呈新古典主義風格，共有43層。